# Retevirgula neozelanica
Retevirgula neozelanica är en mossdjursart som beskrevs av Powell 1967. Retevirgula neozelanica ingår i släktet Retevirgula och familjen Calloporidae. Inga underarter finns listade i Catalogue of Life.